# Дэвенпорт, Питер
Пи́тер Дэ́венпорт (англ. Peter Davenport; родился 24 марта 1961 года в Беркенхеде, Чешир) — английский футболист и футбольный тренер.

## Клубная карьера
Начал карьеру в клубе «Кэммелл Лэрд» в лиге Западного Чешира, где его заметили скауты «Ноттингем Форест». В 1982 году Дэвенпорт перешёл в «Ноттингем Форест». В сезонах 1983/84 и 1984/85 он был лучшим бомбардиром «Форест».
В марте 1986 года Питер Дэвенпорт перешёл в «Манчестер Юнайтед» (клуб, за который он болел в детстве) за £570 000. Рон Аткинсон приобрёл его на замену ушедшему в «Барселону» Марку Хьюзу. Его дебют за «Юнайтед» состоялся 15 марта 1986 года в матче против «Куинз Парк Рейнджерс» на искусственном газоне «Лофтус Роуд». В этом матче Дэвенпорт забил гол, но его не засчитали из-за офсайда, и «Манчестер Юнайтед» проиграл с минимальным счётом 1:0. Свой первый гол за «Юнайтед» Питер забил 26 апреля 1986 года в игре против «Лестер Сити» на «Олд Траффорд». Этот гол он забил перед легендарной трибуной «Стретфорд Энд», на которой в тот момент находились члены его семьи, давние болельщики «Манчестер Юнайтед». В сезоне 1986/87 Дэвенпорт стал лучшим бомбардиром команды, забив 16 мячей во всех турнирах (из них 14 — в чемпионате).
В 1988 году Марк Хьюз вернулся в «Манчестер Юнайтед» из «Барселоны», и основной парой нападающих стала связка Хьюза и Макклера. 31 октября 1988 года Дэвенпорт покинул команду, перейдя в «Мидлсбро». Всего Питер Дэвенпорт сыграл за «Юнайтед» 106 матчей и забил 26 голов.
Впоследствии выступал за ряд английских, шотландских и валлийских клубов.

## Тренерская карьера
После окончания карьеры игрока работал на различных тренерских должностях, включая ассистента и главного тренера английских и валлийских клубов.

## Карьера в сборной
Провёл 1 матч за национальную сборную Англии: 26 марта 1985 года он вышел на замену в матче против сборной Ирландии.